# سيدني سامسون
سيدين سامسون (Sedney Samson) من مواليد 2 أكتوبر 1981. هو دي جي مختص بموسيقى الهاوس و الهيب هوب.

## روابط خارجية
- سيدني سامسون على موقع ميوزك برينز (الإنجليزية)
- سيدني سامسون على موقع أول ميوزيك (الإنجليزية)
- سيدني سامسون على موقع ديسكوغز (الإنجليزية)